# Ассерето, Джоаккино
Джоаккино Ассерето (итал. Gioacchino Assereto; Генуя, 1600 — там же, 28 июня 1649) — итальянский живописец стиля барокко первой половины XVII века генуэзской школы.

## Биография
Родился и провёл свою жизнь в Генуе. С двенадцати лет обучался в мастерской художника Лучиано Борцоне (1590—1645). В 1629 году поступил в мастерскую живописца Андреа Ансальдо (1584—1638). Также обучался в «Академии обнаженной натуры», созданной Джанкарло Дориа. Находился под влиянием Бернардо Строцци и миланских маньеристов.
В 1639 году, во время недолгого посещения Рима, работал в мастерских разных художников. Там же познакомился с такими живописцами, как Лука Сальтарелло, Джованни Мария Ботталла, Джованни Бенедетто Кастильоне и Джованни Андреа Подеста.

## Наиболее известные произведения
- «Свв. Иоаким и Анна с младенцами Иисусом и Иоанном Крестителем» (между 1620 и 1630)
- «Экстаз Франциска Ассизского» (1636, Генуя)
- «Евангелист Марк» (1639, Музей августинцев, Тулуза)
- «Евангелист Марк» (1639)
- «Смерть Катона Утического» (ок. 1640)
- «Избиение Христа плетьми» (1640; Эрмитаж, Санкт-Петербург)
- «Моисей, иссекающий воду из скалы» (ок. 1640; Национальный музей Прадо, Мадрид)
- «Нахождение Моисея» (ок. 1640)
- «Христос, излечивающий слепого» (ок. 1640; масло, холст; 97 х 138 см; Музей искусств Института Карнеги, Питсбург, Пенсильвания)
- «Исаак, благословляющий Иакова» (1640-е)
- Осмеяние Иова (ок. 1645—1650)
- «Самсон и Далила»
- «Давид с отрубленной головой Голиафа» (музей Нортона Саймона, Пасадена, Калифорния)
- «Коронация царя Соломона»
- «Экстаз св. Екатерины Сиенской»
- «Исцеление Товита» («Товия лечит слепоту старого отца», Марсель, Франция) — Товия помазал отцу глаза желчью рыбы и тем снял с его глаз бельма[6].
- «Спасение Иоаса от ярости Гофолии (Аталии)» (Joas sauvé de la persécution d’Athalie[7]; Лувр, Париж)
- «Св. Августин и св. Моника» (Художественный институт Миннеаполиса, США)
- «Св. Иосиф с младенцем в гирлянде цветов»
- «Персей, освобождающий Андромеду»
- «Жертвоприношение Авраама»
- «Сон Иакова»
- «Лот с дочерьми»
- «Диоген с фонарем»
- «Оплакивание Христа»
- «Ecce Homo»